# Melz-sur-Seine
Melz-sur-Seine ist eine französische Gemeinde im Département Seine-et-Marne in der Île-de-France mit über 350 Einwohnern. Sie gehört zum Kanton Provins (bis 2015 zum Kanton Villiers-Saint-Georges) im Arrondissement Provins.

## Geographie
Melz-sur-Seine liegt nördlich der Seine und wird auf einem kurzen Abschnitt im Südosten von diesem Fluss tangiert. Der weitere Grenzverlauf im Südosten wird vom Flüsschen Resson gebildet, das hier unter dem Namen Vieille Seine bekannt ist. Durch die Gemeindegemarkung verlaufen der Canal de Dérivation de Beaulieu à Villiers-sur-Seine und die Bahnstrecke Paris–Mulhouse. Nachbargemeinden sind Sourdun im Norden, Saint-Nicolas-la-Chapelle im Nordosten, Le Mériot und La Motte-Tilly im Südosten, Courceroy im Süden, Villiers-sur-Seine im Südwesten und Hermé im Westen. Das Gemeindegebiet umfasst eine Fläche von 18,50 km².

## Bevölkerungsentwicklung
| Jahr      | 1962 | 1968 | 1975 | 1982 | 1990 | 1999 | 2008 | 2014 |
| --------- | ---- | ---- | ---- | ---- | ---- | ---- | ---- | ---- |
| Einwohner | 254  | 214  | 193  | 247  | 278  | 339  | 379  | 365  |

## Sehenswürdigkeiten
- Ehemalige galloromanische Festung
- Kirche Saint-Phal (siehe auch: Liste der Monuments historiques in Melz-sur-Seine)